# Johan Adolf af Slesvig-Holsten-Gottorp
Johan Adolf, Hertug af Slesvig-Holsten-Gottorp (27. februar 1575 – 31. marts 1616) var hertug i de gottorpske dele i hertugdømmerne Slesvig og Holsten fra 1590 til 1616. Han var den tredje søn af Hertug Adolf af Slesvig-Holsten-Gottorp og Christine af Hessen.

## Liv og gerning

### Tidlige liv
Johan Adolf blev født på Gottorp Slot den 27. februar 1575 som tredjeældste søn af Hertug Adolf af Slesvig-Holsten-Gottorp i hans ægteskab med Christine af Hessen. Han blev opdraget ved sin morbror, landgrev Vilhelm 4. af Hessen-Kassels kryptocalvinistiske hof i Kassel.
Da han var en yngre søn, blev han for at sørge for hans underhold allerede som barn udnævnt til fyrstbiskop af Lübeck og fyrstærkebiskop af Bremen. Efter, at begge hans ældre brødre, Frederik 2. og Philip, døde i utide, blev Johan Adolf i 1590 som 15-årig hertug af Slesvig-Holsten-Gottorp. Efterfølgende overdrog han begge bispedømmer til sin yngste bror Johan Frederik.

### Regeringstid
I 1590 gav han købstadsrettigheder til Tønning og Garding, og i 1603 ophøjede han Husums stabelret til købstadsret.
Hertug Johan Adolf havde et anstrengt forhold til Danmark, indtil han i 1596 indgik ægteskab med Christian 4.s søster Augusta. Johan Adolf var påvirket af calvinismen og havde reformerte teologer på Gottorp Slot. Dog forblev hustruen Augusta ortodoks lutheraner.
Omkring 1565 indledte han en omfattende ombygning af Gottorp Slots nordfløj. Han opførte slottets festsal (Hjortesalen) og udbyggede slotskapellet. Han viste interesse for botanik og matematik og grundlagde biblioteket på Gottorp. 
Hertug Johan Adolf fastslog i 1608, at førstefødselsretten skulle bestemme arvefølgen i det gottorpske fyrstehus. 
Han blev efterfulgt som hertug af sin søn Frederik.

## Ægteskab og børn
Johan Adolf giftede sig den 30. august 1596 på Københavns Slot med Augusta af Danmark (1580–1639), datter af kong Frederik 2. af Danmark og Sophie af Mecklenburg. I ægteskabet blev der født 8 børn:
| Navn                   | Født                   | Død                    | Bemærkninger                                                                                     |
| Med Augusta af Danmark | Med Augusta af Danmark | Med Augusta af Danmark | Med Augusta af Danmark                                                                           |
| ---------------------- | ---------------------- | ---------------------- | ------------------------------------------------------------------------------------------------ |
| Frederik 3.            | 22. december 1597      | 10. august 1659        | Hertug af Slesvig-Holsten-Gottorp 1616–1659 Gift 21. februar 1630 med Marie Elisabeth af Sachsen |
| Elisabeth Sophie       | 12. oktober 1599       | 25. november 1627      | Gift 5. marts 1621 med Hertug August af Sachsen-Lauenburg                                        |
| Adolf                  | 15. september 1600     | 19. september 1631     |                                                                                                  |
| Dorothea Augusta       | 12. maj 1602           | 13. marts 1682         | Gift 12. maj 1633 med Hertug Joachim Ernst af Slesvig-Holsten-Sønderborg-Plön                    |
| Hedvig                 | 23. december 1603      | 22. marts 1657         | Gift 15. juli 1620 med August, pfalzgreve af Pfalz-Sulzbach                                      |
| Anna                   | 19. december 1604      | 20. marts 1623         |                                                                                                  |
| Johan                  | 18. marts 1606         | 21. februar 1655       | Fyrstbiskop af Lübeck 1634–1655 Gift 7. maj 1640 med Julia Felicitas von Württemberg-Weiltingen  |
| Christian              | 1. december 1609       |                        |                                                                                                  |